# 제이슨 랄프

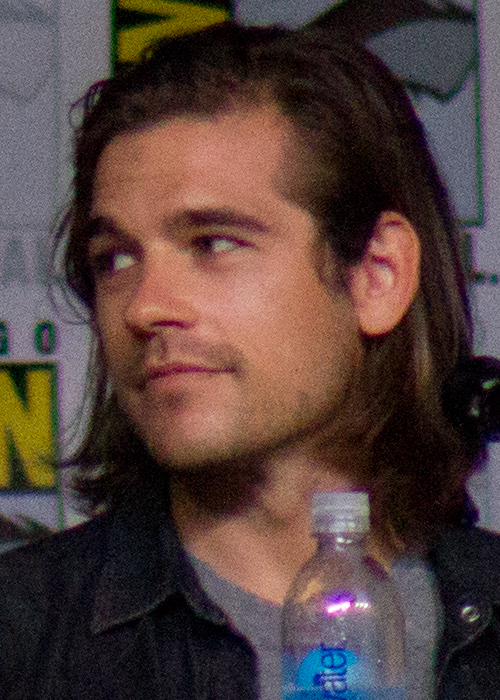

제이슨 랠프(Jason Ralph, 1986년 4월 7일 ~ )는 미국의 배우이다.
매키니에서 태어났다.

## 출연 작품

### 영화
- 모스트 바이어런트 (2014)
- Those People (2015)
- Better Off Single (2016)

### 텔레비전
- MANH(A)TTAN (2015)
- 더 매지션스 (2015-19)